# حيان
حيّان بلدة تابعة لمحافظة حلب في سوريا. تقع البلدة على بعد 10 كم شمال غرب حلب على الطريق الدولية المؤدية إلى تركيا وتتبع إداريا إلى ناحية حريتان في منطقة جبل سمعان. بلغ عدد سكانها 13000 نسمة حسب تعداد عام 2011.